# Чемпіонат Європи із самбо 2024
XLIII чемпіонат Європи із самбо пройшов з 7 по 13 травня 2024 року в місті Новий Сад (Сербія).
Участь у змаганнях взяли 750 спортсменів із 29 країн. Спортсмени Росії, Білорусі і Франції виступали у нейтральному статусі. Вперше до програми чемпіонату Європи було включено змагання з бойового самбо серед жінок.
Україну на континентальній першості представляли 55 спортсменів, які вибороли 13 нагород. В активі українців: 5 золотих, 4 срібних та 4 бронзових медалі. У загальному заліку Україна посіла друге місце.
У рамках чемпіонату також відбулися змагання серед юнаків та юніорів.

## Медалісти

### Чоловіки
| Вагова категорія | Золото                     | Срібло                    | Бронза                                               |
| ---------------- | -------------------------- | ------------------------- | ---------------------------------------------------- |
| до 58 кг         | Владислав Бурдь Білорусь   | Борислав Янаков Болгарія  | Карен Саргсян Вірменія Ніджат Мамедлі Азербайджан    |
| до 64 кг         | Ельвін Багіров Азербайджан | Нарек Даллакян Вірменія   | Олексій Зайцев Росія Мілос Самарджич Сербія          |
| до 71 кг         | Рамед Гукєв Росія          | Владислав Саяпін Білорусь | Ангел Ангелов Болгарія Елізбар Туркіа Грузія         |
| до 79 кг         | Ілля Затилкін Росія        | Лука Тсіквадзе Грузія     | Іван Харьков Болгарія Діно-Доменік Сумпор Хорватія   |
| до 88 кг         | Ушангі Маргіані Грузія     | Георг Бодірлау Румунія    | Антон Суровцев Росія Тін Страза Хорватія             |
| до 98 кг         | Давид Лоріашвілі Грузія    | Арсен Хаджинян Вірменія   | Расул Айдеміров Азербайджан Ярослав Давидчук Україна |
| понад 98 кг      | Роман Желтов Росія         | Іліє Натеа Румунія        | Віктор Решко Латвія Ілля Жупіков Білорусь            |

### Жінки
| Вагова категорія | Золото                      | Срібло                     | Бронза                                                 |
| ---------------- | --------------------------- | -------------------------- | ------------------------------------------------------ |
| до 50 кг         | Юлія Молчанова Росія        | Софія Кочер Франція        | Марія Буйок Україна Анфіса Копаєва Білорусь            |
| до 54 кг         | Анастасія Луканіна Росія    | Сніжана Пліш Україна       | Крістіна Бланару Румунія Альона Купаво Білорусь        |
| до 59 кг         | Альона Альохіна Росія       | Христина Бондар Румунія    | Тетяна Мацко Білорусь Саша Бувалда Нідерланди          |
| до 65 кг         | Анастасія Гончарова Росія   | Анастасія Шевченко Україна | Даніела Ждан Білорусь Ван Дун Сем Нідерланди           |
| до 72 кг         | Ксенія Задворнова Росія     | Анжела Жилінська Білорусь  | Ніно Одзелашвілі Грузія Волха Малейка Румунія          |
| до 80 кг         | Катерина Москальова Румунія | Альона Прокопенко Росія    | Катерина Гобек Леа Хорватія Поліна Граматнєва Білорусь |
| понад 80 кг      | Анастасія Комович Україна   | Валерія Хрущова Білорусь   | Елене Кебадзе Грузія Альбіна Чоломбітько Росія         |

### Чоловіки (бойове самбо)
| Вагова категорія | Золото                   | Срібло                   | Бронза                                             |
| ---------------- | ------------------------ | ------------------------ | -------------------------------------------------- |
| до 58 кг         | Ай-Херел Хертек Росія    | Євгеній Ребікай Білорусь | Борис Кандов Болгарія Сергій Дулко Литва           |
| до 64 кг         | Маіс Нерсіян Вірменія    | Євгеній Міхно Білорусь   | Олександр Воропаєв Україна Олександр Донцов Росія  |
| до 71 кг         | Андрій Кучеренко Україна | Патрік Сумпор Хорватія   | Стефан Жупарік Сербія Мгер Мерджанян Вірменія      |
| до 79 кг         | Владислав Руднєв Україна | Іван Ложкін Росія        | Хрістіан Ямболієв Болгарія Лука Матосевич Хорватія |
| до 88 кг         | Петро Давиденко Україна  | Саїд Саїдов Росія        | Крістіан Анієв Болгарія Аветік Погосян Вірменія    |
| до 98 кг         | Магомед Гасанов Росія    | Арман Аванесян Вірменія  | Анатолій Волошинов Україна Дарко Рістіч Сербія     |
| понад 98 кг      | Михайло Кашурніков Росія | Деліан Алішахі Болгарія  | Борис Булуха Білорусь Даріо Гргик Хорватія         |

### Жінки (бойове самбо)
| Вагова категорія | Золото                    | Срібло                     | Бронза                                         |
| ---------------- | ------------------------- | -------------------------- | ---------------------------------------------- |
| до 54 кг         | Віра Лоткова Росія        | Арпіне Мнацаканян Вірменія | Стефані Пєшева Болгарія Сіхам Боуснане Франція |
| до 59 кг         | Христина Бондар Румунія   | Єлизавета Лапаєва Білорусь | Србіхі Ховакімян Вірменія Ніна Сердюк Росія    |
| до 65 кг         | Софія Істоміна Росія      | Юліана Лисенко Україна     | Сабіна Артемчук Молдова                        |
| до 72 кг         | Шакед Нісіміян Ізраїль    | Ангеліна Лисенко Україна   | Яна Полякова Росія                             |
| до 80 кг         | Валерія Захаревич Україна | Анжела Гаспарян Росія      | Дарина Борилович Хорватія                      |